# Рас-аль-Эйн
Рас-эль-Эйн (араб. راس العين‎, ивр. ראס אל-עין)‎) — бедуинская арабская деревня в Галилее в Северном округе Израиля, к западу от города Кармиэль; относится к региональму совету Мисгав. Село было признано властями в 1996 году. Название на арабском языке означает «глава источника». Большую часть жителей села составляют бедуины-мусульмане (около 56 %), члены клана Суад (سعاد); арабы-христиане составляют около 44 %, потомки династии Никола (ניקולא). 
По данным Центрального статистического бюро Израиля, население на начало 2020 года составляло 393 человека.

## География

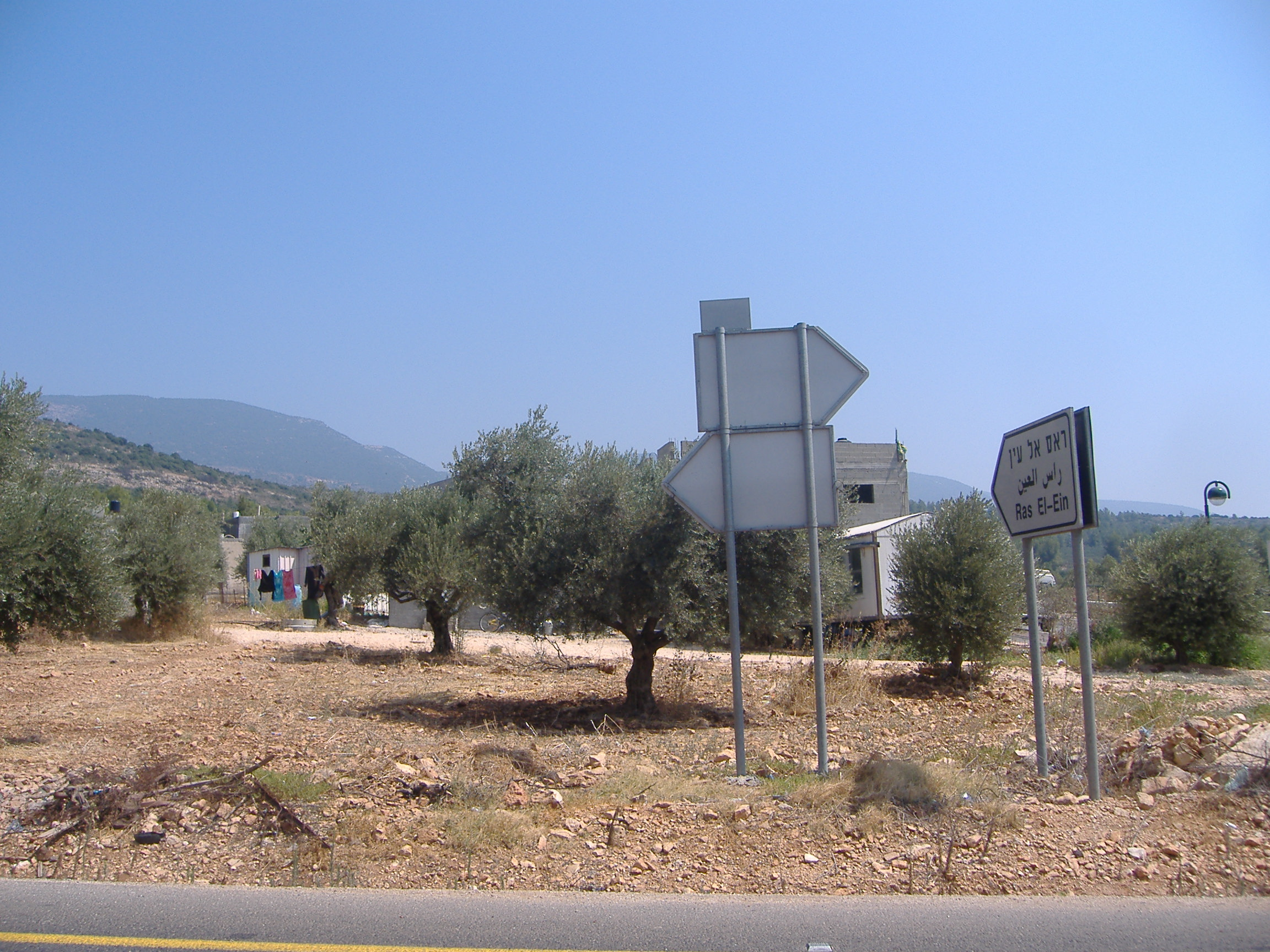
Трехъязычные указатели направления на деревню Рас-эль-Айн.

Деревня расположена в Верхней Галилее, на высоте около 221 метра над уровнем моря.
Рядом с деревней находится ручей Цалмон, с пешеходной тропой, проходящей между вековыми деревьями, древними мельницами и водоемами с проточной водой. Национальный фонд Израиля в сотрудничестве с региональным советом Машгав инициировал образовательные и экологические мероприятия для детей деревни с целью прокладки троп в заповедниках, расположенных у подножия горы Камон.